# Anomalia magnetica di Kursk
L'anomalia magnetica di Kursk (in russo Курская магнитная аномалия?, Kurskaja magnitnaja anomalija, abbreviato AMK in sigla italiana o KMA in inglese), è un'area ricca di minerali ferrosi situata nelle oblast' di Kursk, Belgorod e Orël, nella parte occidentale della Russia europea nella regione del Černozëm; è conosciuta come la più grande anomalia magnetica della Terra.
La AMK fu scoperta per la prima volta nel 1733 dall'astronomo e accademico russo Pëtr Inochodcev, ma non fu studiata fino al 1874 quando I. N. Smirnov stese la prima mappa geomagnetica della Russia europea. Nel 1883 N. D. Pilčikov dell'Università di Charkiv eseguì una serie di misure della AMK: queste misure rivelarono che l'AMK era molto più estesa di quanto si pensava e per la prima volta se ne attribuì la causa
alla presenza di minerali ferrosi. Nel 1920-1925 furono eseguite sotto la direzione di Ivan Gubkin approfondite indagini sul potenziale economico dell'anomalia, inizialmente per la ricerca di petrolio. Attorno al 1931 furono scoperti ricchi giacimenti di magnetite quarzifera, inglobati in rocce metamorfiche e graniti precambrianici, questi giacimenti sono sparsi su un'area stimata in 120.000 km².
Attualmente le riserve accertate di quarzite ferrosa, con un contenuto di ferro del 32-37%, sono valutate a più di 25 miliardi di tonnellate e quelle con un contenuto di ferro di 52-66% a più di 30 miliardi tonnellate. Per lo sfruttamento dei giacimenti di Stojlenskoe, di Lebedinskoe e di Michailovskoe è usato il metodo dello scavo a cielo aperto, per il deposito di Korobkovskoe è usato il metodo delle gallerie sotterranee.